# Boinae
Boinae (boaslanger) er en underfamilie af Boidae fundet i Centralamerika, Sydamerika og Vestindien. Der er fire slægter med i alt 24 (kendte) arter.

## Slægter
| Underfamilie Boinae -- 4 slægter |                |       |             |                      | |
| Slægt                            | Auktor         | Arter | Underarter* | Engelsk navn         | Geografisk område |
| BoaT                             | Linnaeus, 1758 | 4     | 9           | Boa                  | Mexico, Centralamerika, Sydamerika |
| Corallus                         | Daudin, 1803   | 7     | 2           | Neotropical tree boa | Centralamerika, Sydamerika og vestindien. I centralamerika forekommer de i Honduras, øst Guatemala gennem Nicaragua, Costa Rica og Panama. Dets område i sydamerika omfatter stillehavssiden af Colombia og Ecuador, såvel som amazonbassinet fra Colombia, Ecuador, Peru og nordlige Bolivia gennem Brasilien til Venezuela, Isla Margarita, Trinidad, Tobago, Guyana, Surinam og Fransk Guyana. I vestindien findes den på Saint Vincent og Grenadinerne (Bequia Island, Ile Quatre, Baliceaux, Mustique, Canouan, Maryeau, Union Island, Petit Martinique og Carriacou), Grenada og Windward Islands (Små Antiller). |
| Epicrates                        | Wagler, 1830   | 10    | 21          | Rainbow boa          | Lavere Centralamerika gennem Sydamerika så langt sydpå som Argentina, såvel som i Vestindien. |
| Eunectes                         | Wagler, 1830   | 3     | 1           | Anakonda             | Tropisk Sydamerika fra Colombia og Venezuela syd til Argentina. |

*) Ikke inklusiv de nominale underarter.

T) Typeslægt.

## Taksonomi
Nogle kilder inkluderer også slægterne Acrantophis og Sanzinia, som er synonymiserede her med slægten Boa.